# Skalmierzyce
 (juin 2023).
Si vous disposez d'ouvrages ou d'articles de référence ou si vous connaissez des sites web de qualité traitant du thème abordé ici, merci de compléter l'article en donnant les références utiles à sa vérifiabilité et en les liant à la section « Notes et références ».
Skalmierzyce est une localité polonaise, siège de la gmina mixte de Nowe Skalmierzyce, située dans le powiat d'Ostrów Wielkopolski en voïvodie de Grande-Pologne. Elle se trouve à environ 20 kilomètres à l'est de la ville d'Ostrów Wielkopolski et 106 km au sud-est de Poznań, la capitale régionale. 

## Géographie

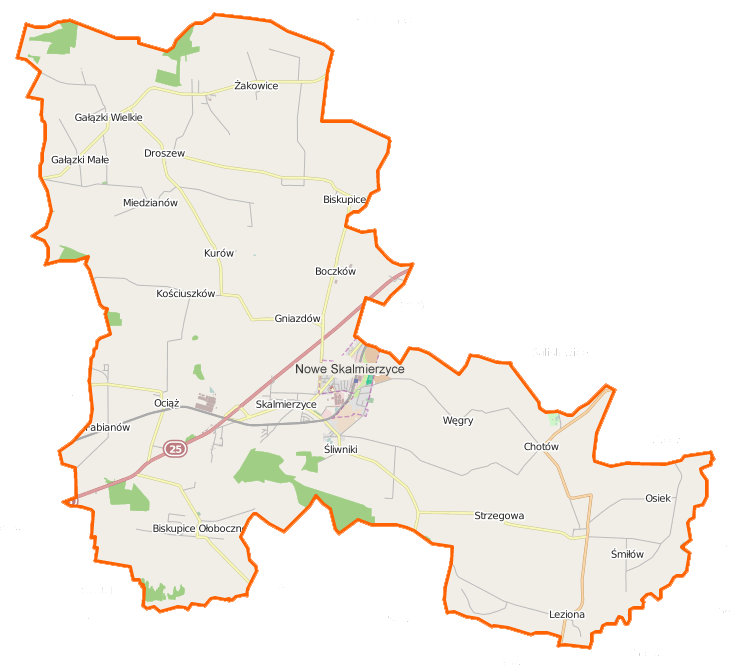
Carte de la gmina de Nowe Skalmierzyce.

## Histoire
Lors du deuxième partage de la Pologne en 1793, Skalmierzyce est attribuée au royaume de Prusse et est incorporée dans la province de Prusse-Méridionale puis, après le congrès de Vienne en 1815, dans le grand-duché de Posen (remplacé par la province de Posnanie en 1848) dans l'arrondissement d'Adelnau puis à partir de 1887, dans l'arrondissement d'Ostrowo.